# Urbice de Clermont
Urbice ou Urbique (en latin Urbicus) fut le 2e évêque de Clermont au IVe siècle.
Il est reconnu comme saint par l'Église catholique romaine et l'Église orthodoxe qui le fêtent le 3 avril.

## Biographie
Grégoire de Tours nous dit qu'Urbique était un sénateur converti à la foi chrétienne. Il vivait séparé de sa femme mais un jour celle-ci revint auprès de lui pour le tenter. Urbique céda, mais bien vite il fut pris d'un grand regret et partit se repentir dans un monastère. Il mourut en 312 et fut inhumé à l'extérieur de la ville, à l'endroit où plus tard on construisit l'abbaye de Chantoin. Il fut alors placé dans la crypte de l'abbaye avec sa femme et la fille qu'il avait eue au cours de son épiscopat. Plus tard ses reliques ont été transférées dans l'église de Saint-Allyre.